# Ayopaya
Ayopaya, chiamata anche Independencia, è un comune (municipio in spagnolo) della Bolivia nella provincia di Ayopaya (dipartimento di Cochabamba) con 23.906 abitanti (dato 2010).

## Cantoni
Il comune è suddiviso in 3 cantoni:
- Ayopaya
- Calchani
- Icoya